# Matthiola sinuata
Matthiola sinuata är en korsblommig växtart som först beskrevs av Carl von Linné, och fick sitt nu gällande namn av William Townsend Aiton. Matthiola sinuata ingår i släktet lövkojor, och familjen korsblommiga växter. Inga underarter finns listade i Catalogue of Life.
Blomman är blekt blåröd.

## Bildgalleri

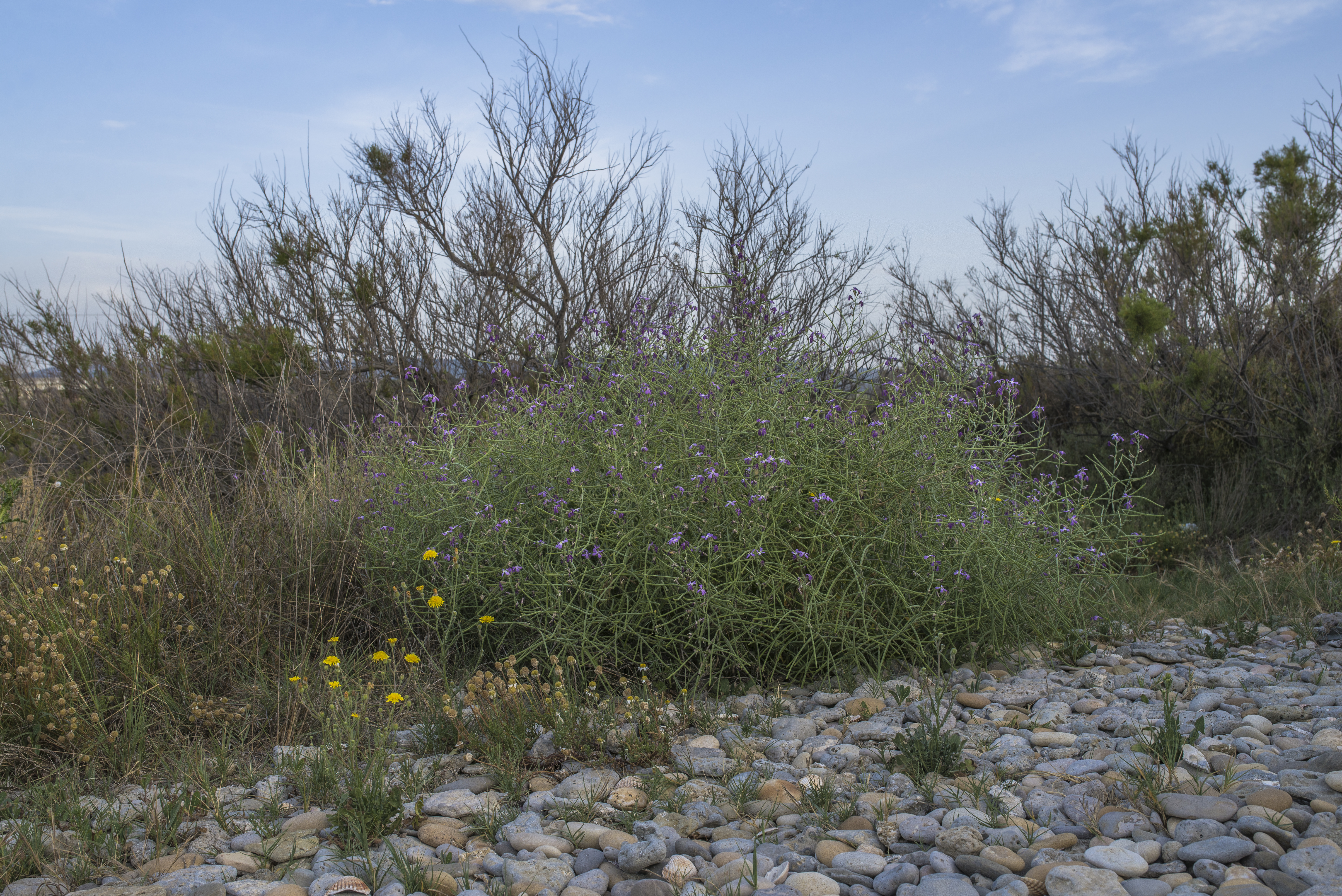
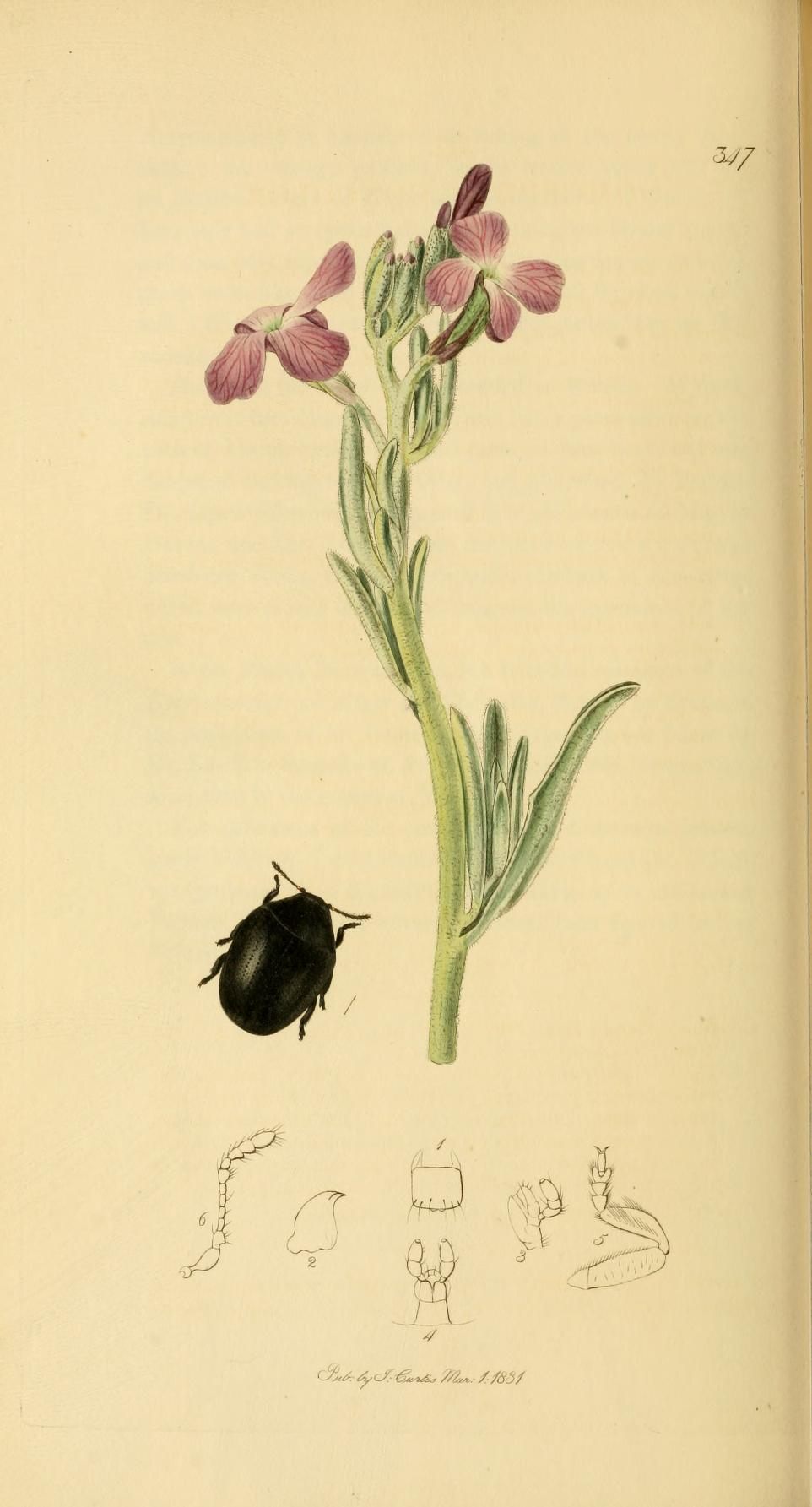
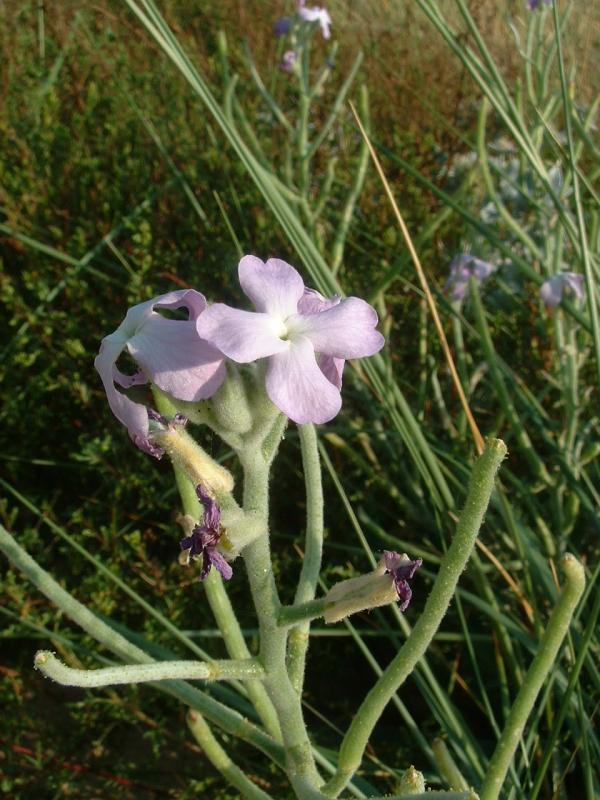
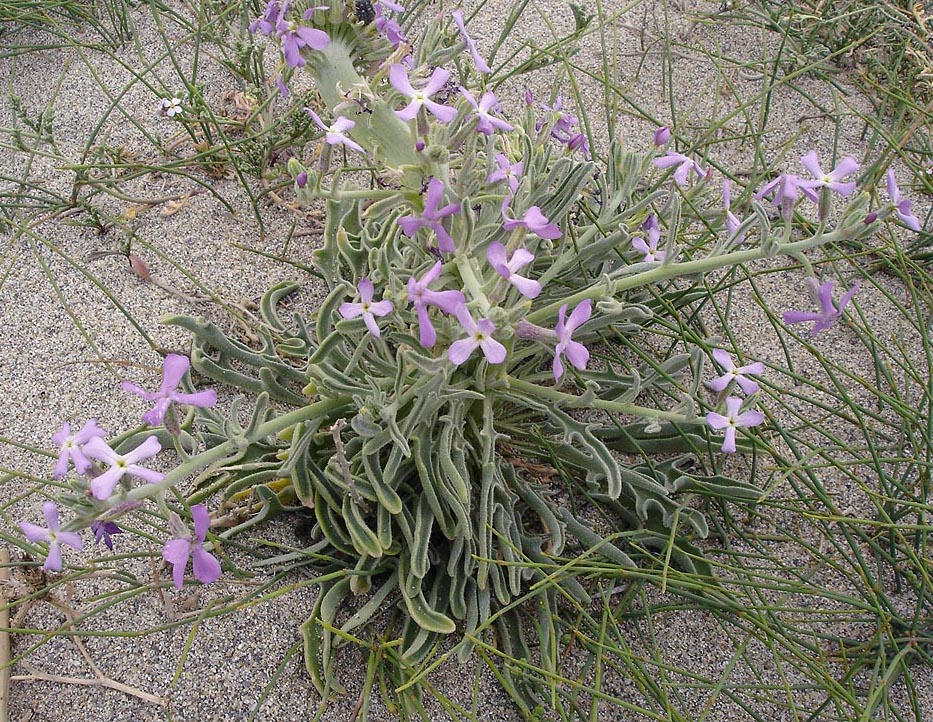
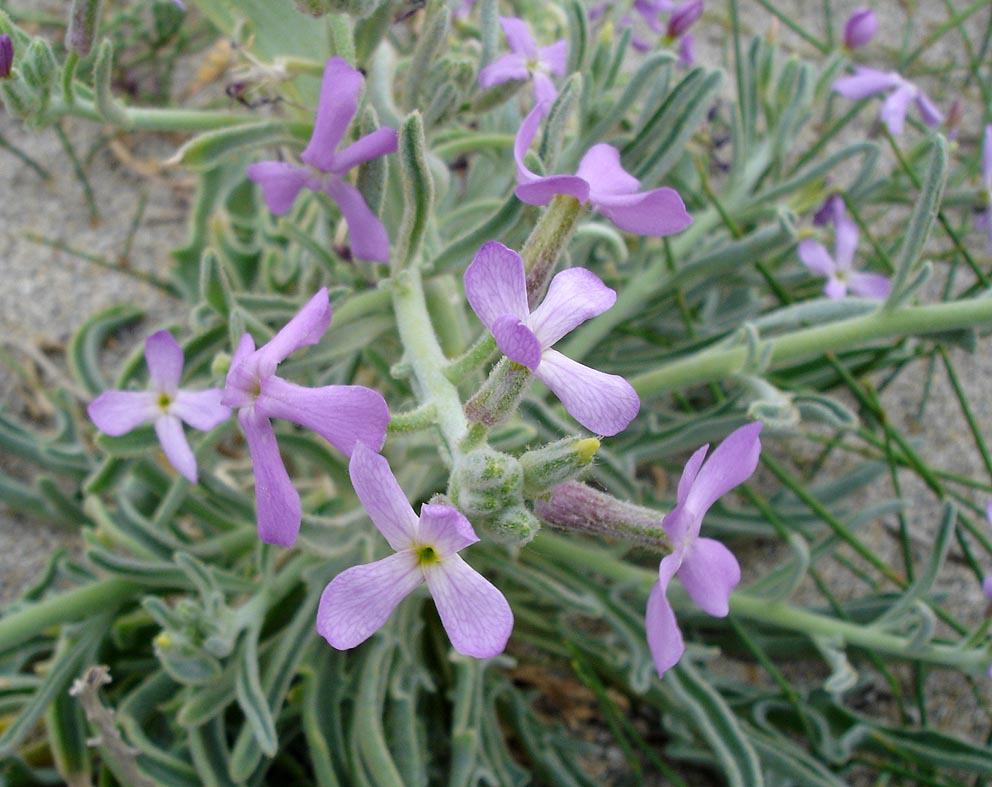
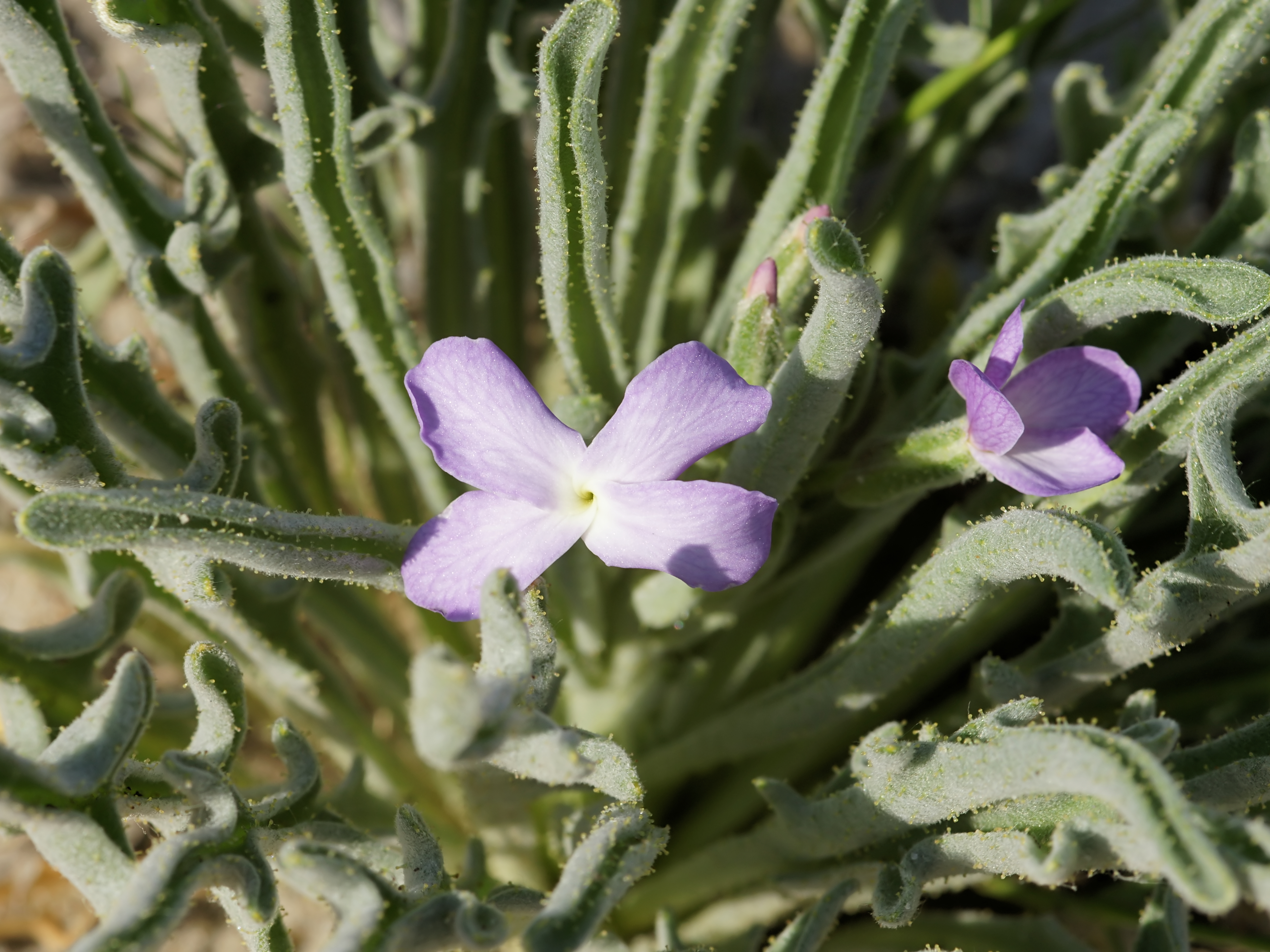